# Tybalmia tetrops
Tybalmia tetrops är en skalbaggsart som beskrevs av Bates 1872. Tybalmia tetrops ingår i släktet Tybalmia och familjen långhorningar. Inga underarter finns listade i Catalogue of Life.